# Libro d’Oro
Als Libro d’Oro  auch Libro d'Oro della Nobiltà Italiana (deutsch: Goldenes Buch) wurden in vielen italienischen Staaten und Städten die Adelsverzeichnisse bezeichnet.
Am bekanntesten ist das Verzeichnis der venezianischen Nobilhòmini. Nur sie genossen in der Republik Venedig die vollen politischen Rechte als Mitglieder des Großen Rates, wobei galt: „Adlig war, der von seinen Genossen für adlig gehalten wurde und in ihrer Mitte bei Beratungen und religiösen, gesellschaftlichen Veranstaltungen geduldet wurde.“
Die Abgrenzung der herrschenden Familien – des sogenannten venezianischen Adels – durch die serrata war kein einmaliger Akt, sondern ein längerer Prozess, der Mitte des 14. Jahrhunderts im Wesentlichen abgeschlossen war. Mit dieser Abgrenzung der venezianischen Nobili nach außen war der Aufstieg in das Patriziat nur noch in Ausnahmefällen möglich.
Im Zusammenhang mit der erheblichen Erweiterung der Mitgliederzahl des Großen Rates im Jahr 1297 wurden Listen von für den Großen Rat wählbaren Personen aufgestellt, die zunächst keineswegs zwingend von früheren Ratsmitgliedern abstammen mussten. Am 19. Juli 1314 wurde beschlossen, dass sich jeder, der in den Großen Rat gewählt werden wollte, in die von der Quarantia (Gerichtshof) geführten Listen einzutragen hatte. Am 8. Januar 1317 wurde eine Revision dieser Listen beschlossen und für unberechtigte Eintragungen eine hohe Geldstrafe festgelegt. 
Ab dem 16. September 1323 wurden nur noch Männer zugelassen, deren Vater und Großvater bereits Ratsmitglieder gewesen waren. Damit stand der Weg in den Großen Rat nur dem venezianische Patriziat offen. Der Aufstieg in die Adelskaste war kaum möglich.
Am 31. August 1506 wurde die Eintragung der Kinder der ratsfähigen Familien in ein Geburtsregister (Libro d’oro di nascita) geregelt und seit dem 26. April 1526 gibt es das Libro d’oro dei matrimoni, in dem die Eheschließungen der Mitglieder des Großen Rates verzeichnet wurden. Diese beiden handschriftlich geführten Listen wurden – dann als Goldenes Buch (Libro d’Oro) bezeichnet – erst im 18. Jahrhundert gedruckt: Nomi, cognomi, età de’ veneti Patrizi viventi, e de’ genitori loro defonti matrimoni, e figli d’essei nel Libro d’oro registrati (1714 bis 1758 in 19 Auflagen), Protogiornale per l’anno ad uso della Serenissima Dominante Città di Venezia (ab 1759), Nuovo Libro d’oro che contiene i nom, e l’età de’ Veneti Patrizi (1790).
Die Gesetze zur Eintragung in die Heirats- und Geburtslisten galten bis zum Ende der Republik im Jahr 1797. In das Libro d’oro di nascita konnten die Söhne aus ordentlichen und im Libro d’oro dei matrimoni registrierten Ehen eingetragen werden. Es kam aber auch immer wieder vor, dass Mitglieder des Großen Rates ihre Ehe bzw. ihre Kinder nicht eintragen ließen. Dies nachzuholen, war schwierig, aber möglich. Mit 20 Jahren hatten sich die in das Geburtsregister Eingetragenen bei den Avvogaria di Commun zu melden und sie erhielten eine Urkunde (bollettino), aufgrund derer sie dann mit 21 Jahren automatisch Mitglied des Großen Rates wurden. Berechtigte, die es unterließen oder versäumten, sich diese Urkunde ausstellen zu lassen, waren nicht Mitglied im Großen Rat, waren keine venezianischen Nobilhòmini. Vorzeitig wurden 18-Jährige als Mitglieder ausgelost.
1367 existierten in Venedig 204 adlige Häuser, mit geschätzten 2.000 bis 2.500 volljährigen männlichen Familienangehörigen. Am Ende der Republik gab es noch 111 Adelsfamilien mit rund 1.000 Männern. Nach dem Einmarsch der französischen Revolutionstruppen am 4. Juni 1797 wurde das „Goldene Buch“ als Symbol der verhassten Adelsherrschaft verbrannt.
Nach dem Vorbild Venedigs wurden in anderen Städten, die sich im Besitz der Republik befanden, derartige Adelsverzeichnisse angelegt. Bekannt sind die Ausgaben des Libro d’Oro der Ionischen Inseln. 1542 erschien eine Ausgabe auf Zakynthos, 1572 auf Korfu und 1593 auf Kefalonia (es soll dort vor dem Großen Brand von 1591 bereits eine ältere Ausgabe gegeben haben). Nachdem die Ionischen Inseln 1797 Teil des republikanischen Frankreich geworden waren, verbrannte man alle Exemplare öffentlich, als Zeichen eines neuen bürgerlichen Zeitalters. 1925–27 erfolgte beim Athener Verlag Eleftheroudakis durch Eugène Rizo-Rangabè eine Ausgabe als Livre d'or de la noblesse Ionienne, die allerdings nur einen kleinen Teil der Familien umfasst.
In Venedig selbst gab es noch weitere Goldene Bücher, so zum Beispiel eines, in das die Glasbläserfamilien von Murano eingetragen wurden. Familienmitglieder der alteingesessenen Cittadini originali, die nicht Zugang zum Großen Rat hatten, wurden in das Silberne Buch (Libro d’argento) eingetragen und hatten dann Zugang zu Verwaltungsämtern. Auch Abkömmlinge von Adelsgeschlechtern des Festlandes (terraferma) konnten sich in das Silberne Buch eintragen lassen und wurden dann wie venezianische Cittadini behandelt.
Von den Libri d’Oro leiten sich die Goldenen Bücher der Gegenwart ab.